# Морнінгтон (півострів)
Морнінгтон (англ. Mornington) — півострів, розташований на півдні Великого Мельбурна штат Вікторія, Австралія. Півострів омивають на заході — затока Порт Філіп, на сході — затока Західний Порт і Бассова протока на півдні.
На півострові проживають близько 135 000 осіб.

## Зникнення Гарольда Голта
17 грудня 1967 під час купання на одному з пляжів Морнінгтона зник прем'єр-міністр Австралії Гарольд Голт. 59-річного політика так і не було знайдено. Офіційно його було оголошено зниклим безвісти 19 грудня 1967.

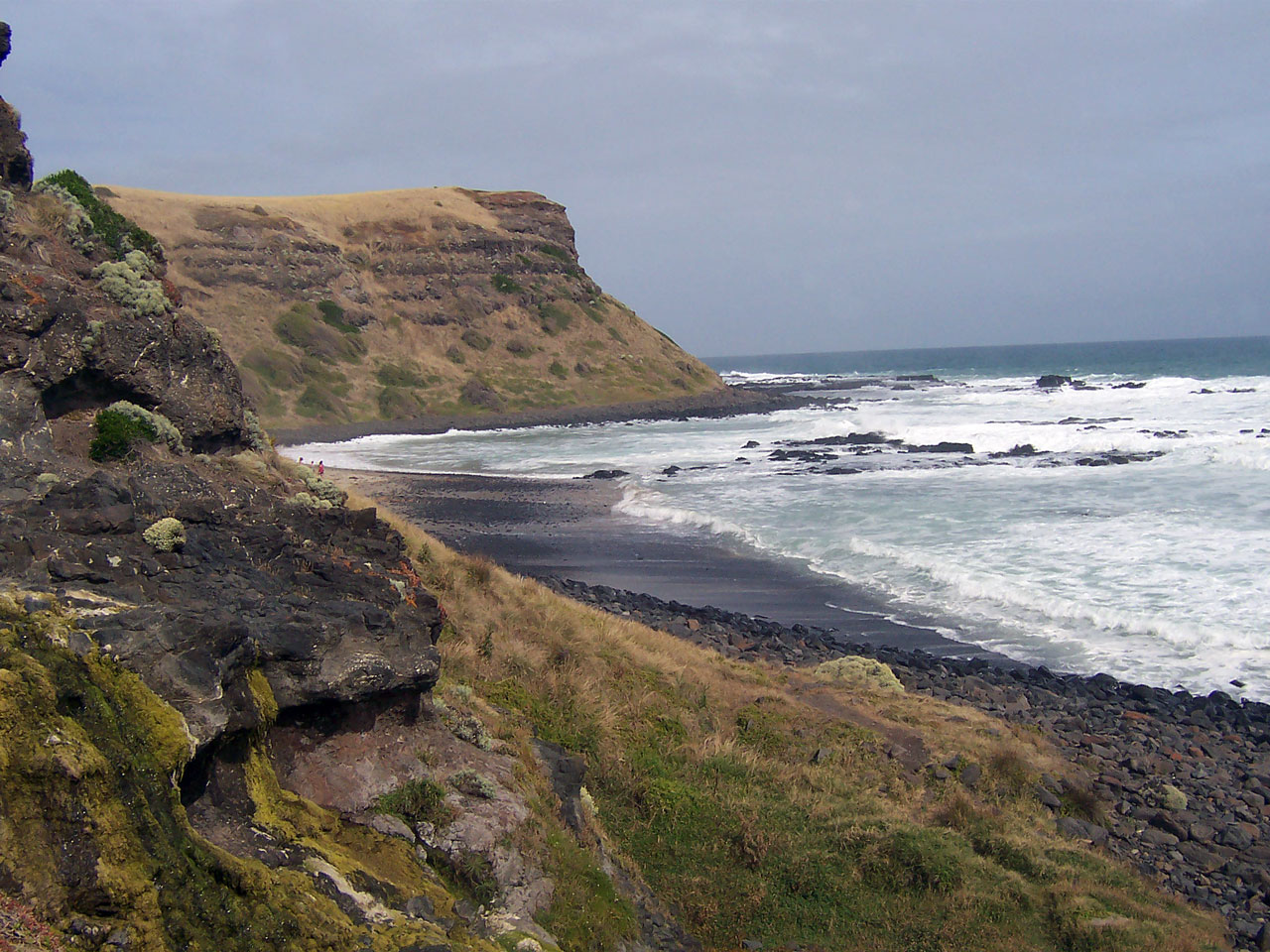
Пляжі Морнінгтона
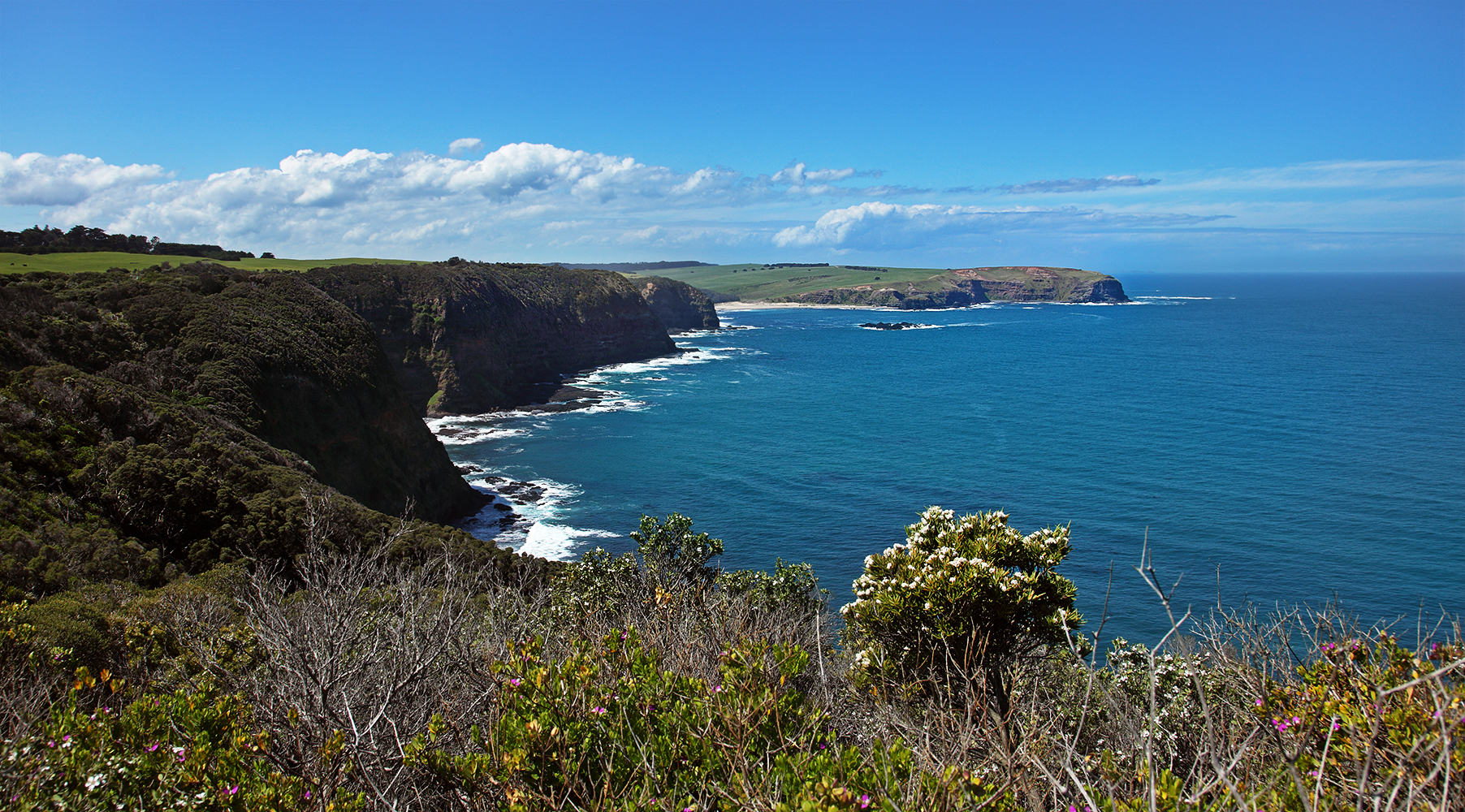
Бухта Бушранджера
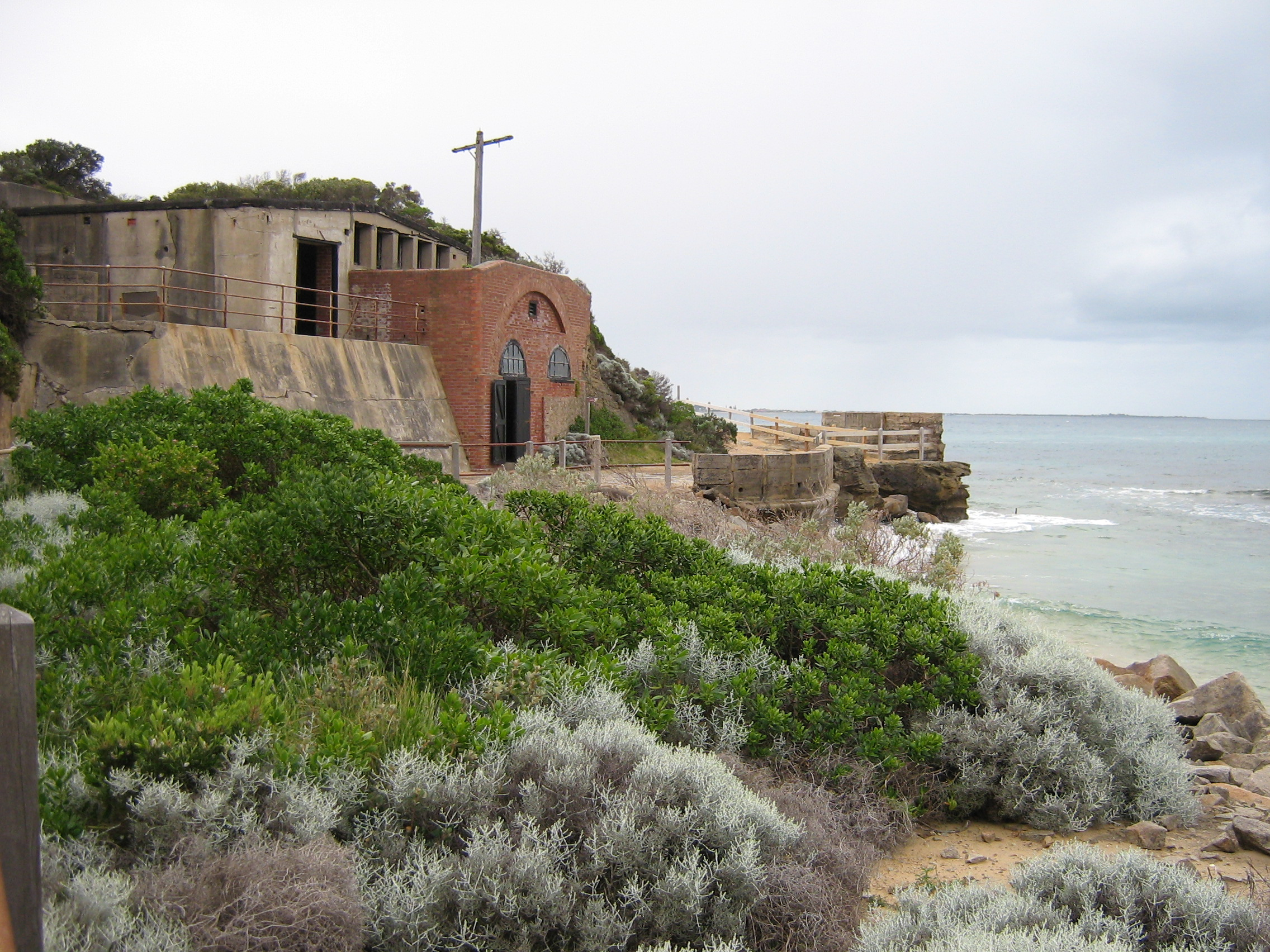
Рештки військових укріплень
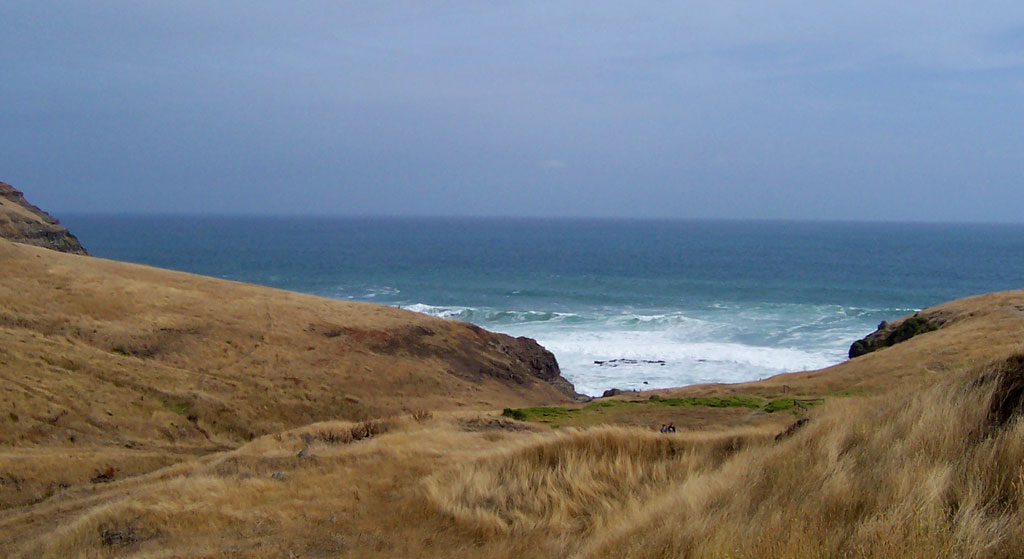
Вичищені землі для сільськогосподарських угідь
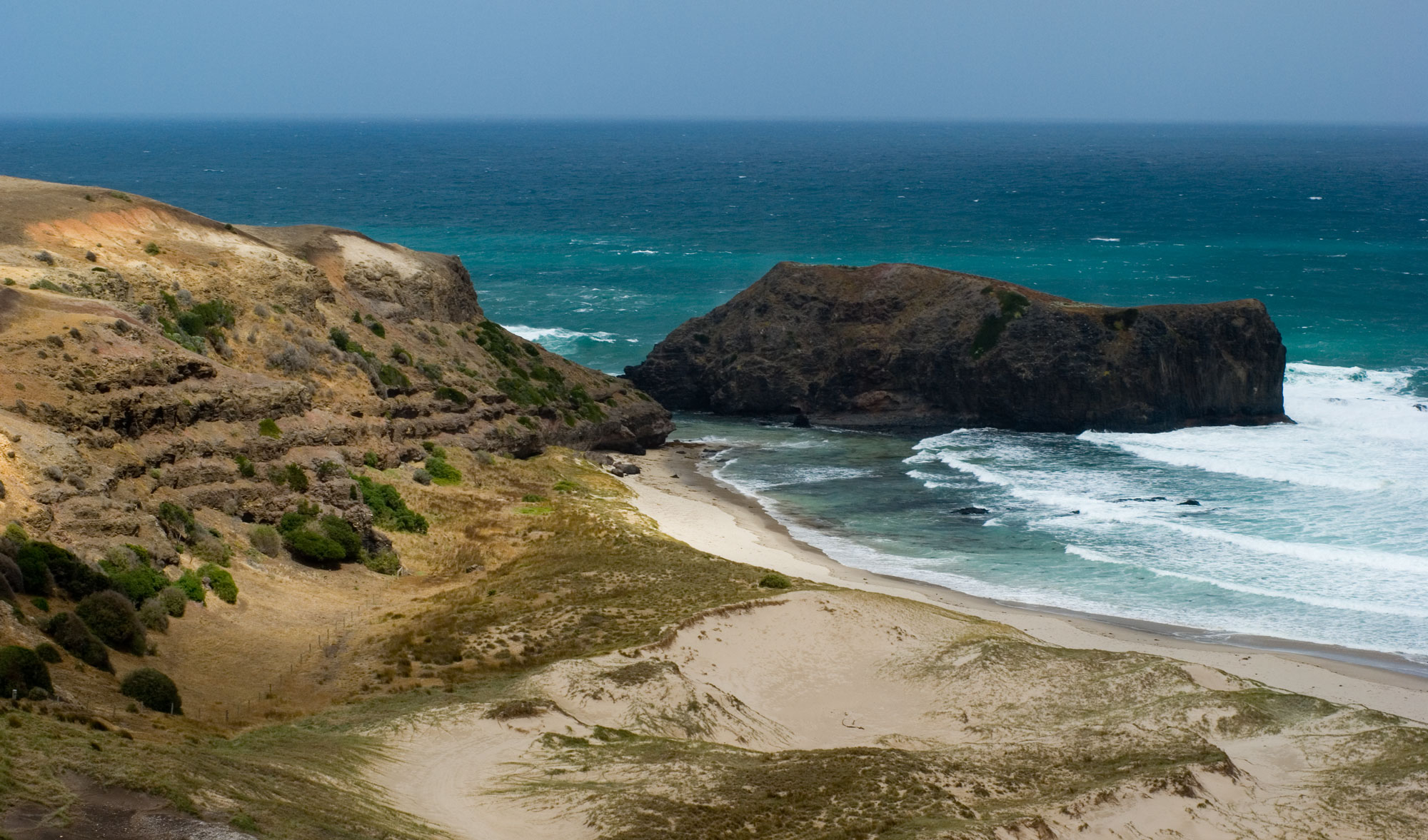
Слонова скеля
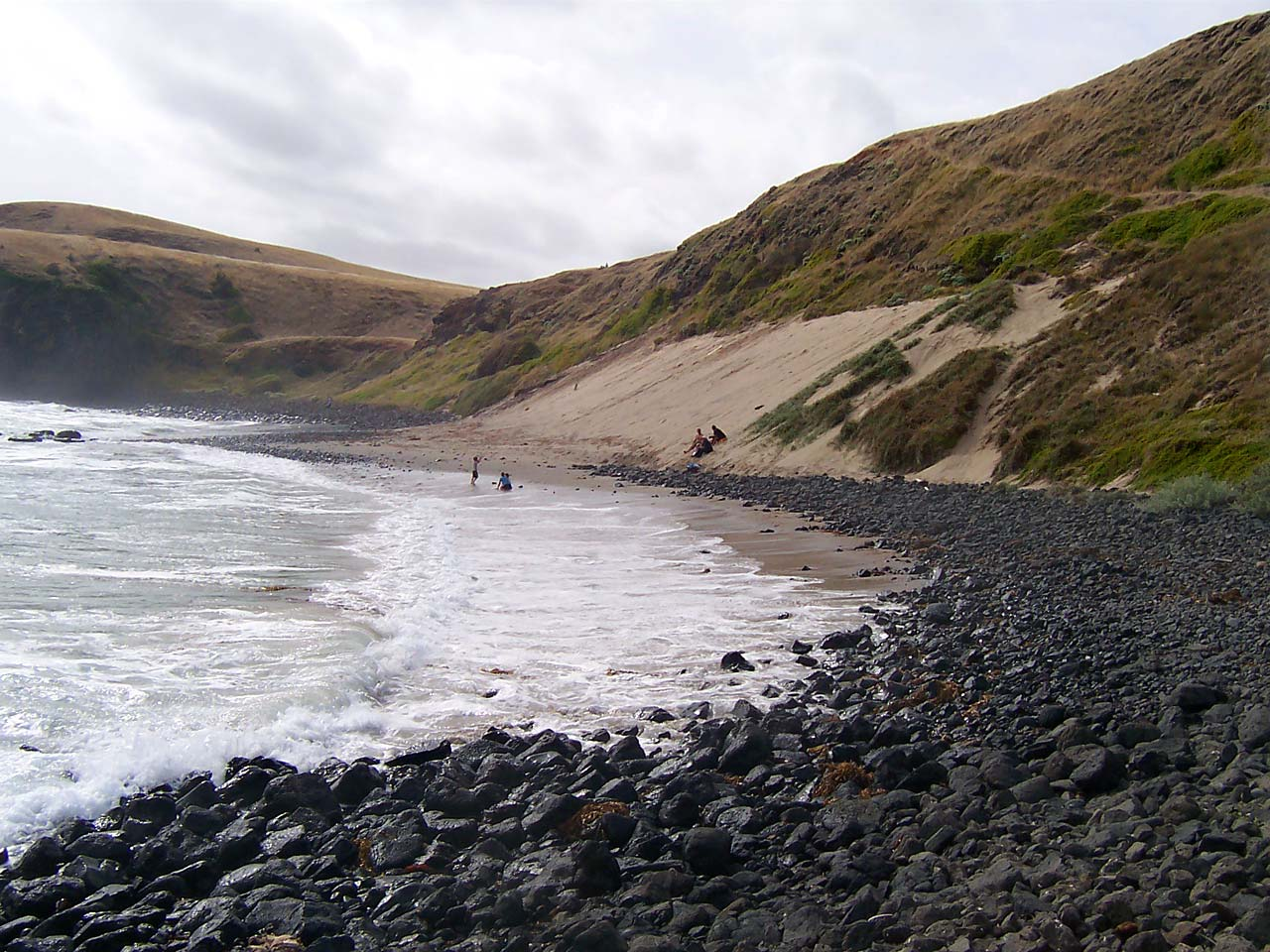
Берег півострова